# 日本電影學院獎最佳導演獎
日本電影學院獎最佳導演獎（日语：日本アカデミー賞最優秀監督賞）是由日本電影學院獎每年頒發的獎項之一，以表揚該年度最傑出的電影導演。

## 歷届最佳導演
| 年度 | 獲獎導演 -電影名                                    | 提名-電影名 |
| ---- | --------------------------------------------------- | --- |
| 1977 | 山田洋次 – 《幸福的黃手絹》、《男人真命苦系列》     | 市川崑–《惡魔的手毬歌》、《獄門島》 篠田正浩 – 《盲女阿玲》 新藤兼人 – 《竹山孤旅》 森谷司郎 –《八甲田山》 |
| 1978 | 野村芳太郎 – 《事件》、《鬼畜》                     | 大島渚 –《愛之亡靈》 田中登 –《人妻集團暴行致死事件》(人妻集団暴行致死事件)、《好色五人女》 藤田敏八 –《危險關係》、《每個不歸路的日子》 山田洋次 – 《男人真命苦21 走自己的路》、《男人真命苦22 傳說中的寅次郎》 |
| 1979 | 今村昌平 –《我要復仇》                              | 神代辰巳 –《紅髮女郎》 木下惠介 –《衝動殺人》 長谷川和彦–《盗日者》 山本薩夫 –《啊，野麥峠》 |
| 1980 | 鈴木清順 – 《流浪者之歌》                           | 野村芳太郎 –《震動的舌頭》、《壞傢伙們》 深作欣二 – 《復活之日》 舛田利雄 –《二百三高地》 山田洋次 –《遠山的呼喚》、《男人真命苦第25集：寅次郎芙蓉花》                                                           |
| 1981 | 小栗康平 – 《泥河》                                 | 今村昌平 –《亂世浮生》 熊井啓 –《謀殺下山事件》 根岸吉太郎 – 《遠雷》、《瘋狂的果實》 降旗康男 –《車站 STATION》、 《仕掛人梅安》                                                                                |
| 1982 | 深作欣二 – 《蒲田行進曲》/《道頓堀川》              | 伊藤俊也 –《誘拐報道》 五社英雄 –《伊鬼龍院花子的一生》 野村芳太郎 –《疑惑》 柳町光男 – 《再見吧!可愛的大地》 |
| 1983 | 五社英雄 – 《陽暉樓》                               | 市川崑 –《細雪 (1983年電影)》 今村昌平 – 《楢山節考》 大島渚 – 《俘虜》 森田芳光 – 《家族遊戲》 |
| 1984 | 伊丹十三 – 《葬禮》                                 | 市川崑 – 《阿嫻》 篠田正浩 – 《瀨戶男孩的棒球隊》 深作欣二 – 《上海浮生記》、《新里見八犬傳》 和田誠 – 《麻雀放浪記》                                                                                            |
| 1985 | 澤井信一郎 – 《早春物語》、《W的悲劇》              | 市川崑 – 《緬甸的豎琴》 伊藤俊也 –《賣花謠》 五社英雄 –《薄化粧》、《櫂》 森田芳光 – 《從今而後》 |
| 1986 | 深作欣二 –《火宅之人》                              | 市川崑 – 《鹿鳴館》 佐藤純彌 – 《植村直己物語》 山田洋次 –《男人真命苦第36集：柴又之戀》、 《電影天地》 吉田喜重 – 《人間的約束》                                                                                |
| 1987 | 伊丹十三 –《女查稅員》                              | 市川崑– 《映畫女優》、《竹取物語》 大森一樹 – 《戀愛中的女人》、《豆豆青春記》 五社英雄 – 《吉原炎上》 山下耕作 – 《夜汽車》、《殺了龍馬的人》                                                                   |
| 1988 | 佐藤純彌 – 《敦煌》                                 | 伊丹十三 –《女查稅員續集》 大林宣彥 –《與幽靈共度的夏天》、《日本殉情傳》 深作欣二 –《華之亂》 山田洋次 – 《男人真命苦第39集：寅次郎物語》、《城市英雄(日本電影)》                                               |
| 1989 | 今村昌平 –《黑雨》                                  | 熊井啓 – 《一位茶道大師之死》 勅使河原宏 – 《利休》 降旗康男 –《情義知多少》、《極道之妻3：三代目姐》、《幕府風雲》 舛田利雄 – 《社葬》                                                                          |
| 1990 | 篠田正浩 – 《少年時代》                             | 小栗康平 – 《死之棘》 黑澤明 – 《夢》 神山征二郎 –《潔白的手》(白い手) 中原俊 – 《櫻園》 |
| 1991 | 岡本喜八 – 《大誘拐》                               | 北野武 – 《那年夏天，寧靜的海》 黑澤明 – 《八月狂想曲》 竹中直人 – 《無能的人》 山田洋次 – 《兒子》 |
| 1992 | 周防正行 –《五個相撲的少年》                        | 伊丹十三 –《民暴之女》 大林宣彦 –《她不結婚的理由》(彼女が結婚しない理由)/《青春搖滾》、《我的心是爸爸的東西》(私の心はパパのもの) 東陽一 – 《沒有橋的河流》 深作欣二–《起尾注》                                 |
| 1993 | 山田洋次 –《寅次郎的故事46 寅次郎的相亲》、《學校》 | 崔洋一 – 《月夜行車》 澤井信一郎–《我的愛之歌；滝廉太郎物語わが愛の譜_滝廉太郎物語》 瀧田洋二郎 – 《新宿鯊魚》/《我們都還活著》 松山善三 – 《虹之橋》                                                            |
| 1994 | 深作欣二 – 《四谷怪談》                             | 市川崑 –《四十七人刺客》 奧山和由 –《亂步迷案》 竹中直人 –《一一九》 渡邊孝好 – 《居酒屋的幽靈》 |
| 1995 | 新藤兼人 –《午後的遺書》                            | 熊井啓 – 《深河》 篠田正浩 –《寫樂的感官世界》 出目昌伸 –《聽，海神的聲音》 降旗康男 –《藏》 |
| 1996 | 周防正行 –《談談情跳跳舞》                          | 伊丹十三 –《超市之女》 大森一樹 –《銀河鐵道之夜宮澤賢治》 小栗康平 –《沉睡的男人》 山田洋次 –《學校2》 |
| 1997 | 今村昌平 –《鰻魚》                                  | 大河原孝夫–《誘拐》 竹中直人 – 《東京日和》 三谷幸喜 –《心情直播，不NG》 森田芳光 – 《失樂園》 |
| 1998 | 平山秀幸 –《愛的祈禱》                              | 今村昌平 –《肝臟大夫》 北野武 –《花火》 本廣克行 –《大搜查線 THE MOVIE ：灣岸署史上最惡之三日》 山田洋次 –《學校3》                                                                                              |
| 1999 | 降旗康男 –《鐵道員》                                | 大島渚 – 《御法度》 篠田正浩 – 《梟之城》 原田眞人 –《金融腐蝕列島》 深作欣二 –《藝妓院的涼子》 |
| 2000 | 阪本順治 – 《顔》                                   | 小泉堯史 –《黑之雨》 深作欣二 –《大逃殺》 山田洋次 –《學校4》 若松節朗 – 《暴風雪》 |
| 2001 | 行定勳 – 《GO》                                     | 瀧田洋二郎 –《陰陽師》 降旗康男 –《螢火蟲》 三谷幸喜 – 《大家之家》 矢口史靖 –《》 |
| 2002 | 山田洋次 –《黃昏清兵衛》                            | 小泉堯史 –《阿彌陀堂訊息》 曾利文彥 –《乒乓》 原田真人 –《突入!淺間山莊事件》 平山秀幸 –《OUT》 |
| 2003 | 森田芳光 –《宛如阿修羅》                            | 鹽田明彥 –《黃泉歸來》 篠田正浩 – 《間諜佐爾格》 瀧田洋二郎 –《壬生義士傳》 本廣克行 – 《大搜查線THE MOVIE 2：封鎖彩虹橋》                                                                                       |
| 2004 | 崔洋一 –《血與骨》                                  | 佐佐部清 –《半自白》 矢口史靖 – 《搖擺女孩》 行定勳 –《在世界的中心呼喊愛》 山田洋次 –《隱劍鬼爪》 |
| 2005 | 山崎貴 –《幸福的三丁目》                            | 井筒和幸 – 《奔放青春》 黒土三男 –《蟬時雨》 阪本順治 –《亡國神盾艦》 行定勳 – 《北之零年》 |
| 2006 | 李相日 –《扶桑花女孩》                              | 佐藤純彌 –《男人們的大和》 中島哲也 –《令人討厭的松子的一生》 三谷幸喜 –《有頂天酒店》 山田洋次 –《武士的一分》                                                                                                  |
| 2007 | 松岡錠司 –《東京鐵塔：老媽和我，有時還有老爸》      | 犬童一心–《眉山》 佐藤祐市 –《如月疑雲》 周防正行 – 《嫌豬手事件簿》 山崎貴 –《ALWAYS再續幸福的三丁目》 |
| 2008 | 瀧田洋二郎 –《送行者：禮儀師的樂章》                | 中島哲也 –《幸福的魔法繪本》 原田真人 – 《超越巔峰》 三谷幸喜 –《魔幻時刻》 山田洋次 –《母親》 |
| 2009 | 木村大作 – 《劒岳》                                 | 根岸吉太郎 – 《維榮之妻：櫻桃與蒲公英》 犬童一心 – 《零的焦點》 若松節朗 – 《不沉的太陽》 西川美和 – 《親愛的醫生》                                                                                              |
| 2010 | 中島哲也 –《告白》                                  | 成島出 –《孤高的手術刀》 三池崇史 – 《十三刺客：生 死 血 戰 》 山田洋次 –《春之櫻：吟子和她的弟弟》 李相日 – 《惡人》                                                                                            |
| 2011 | 成島出 – 《第八日的蟬》                             | 阪本順治 –《大鹿村騒動記》 新藤兼人 –《一封明信片》 杉田成道 –《最後的忠臣藏》 三谷幸喜 – 《鬼壓床了沒》 |
| 2012 | 吉田大八 –《聽說桐島退社了》                        | 犬童一心、樋口真嗣 – 《傀儡之城》 阪本順治 –《往復書簡：二十年後的作業》 原田真人 –《我的母親手記》 降旗康男 –《只為了你》                                                                                       |
| 2013 | 石井裕也 – 《宅男的戀愛字典》                       | 是枝裕和 – 《我的意外爸爸》 白石和彌 – 《兇惡》 三谷幸喜 –《清須會議》 山田洋次 –《東京家族》 |
| 2014 | 山崎貴 – 《永遠的0》                                | 小泉堯史 – 《蟬之記》 成島出 – 《不思議的海峽咖啡屋》 本木克英 –《超高速！參勤交代》 吉田大八 –《紙之月》 |
| 2015 | 是枝裕和 – 《海街日記》                             | 大根仁 – 《爆漫王。》 武正晴 – 《百元之戀》 田中光敏 –《海難1890》 原田眞人 –《日本最漫長的一天》 |
| 2016 | 庵野秀明／樋口真嗣 – 《正宗哥吉拉》                 | 新海誠 – 《你的名字。》 瀬瀨敬久 – 《64：史上最凶惡綁架撕票事件（前篇）》 中野良太 –《幸福湯屋》 李相日 –《怒》                                                                                                  |
| 2017 | 是枝裕和 – 《第三度殺人》                           | 黑澤清 – 《散步的侵略者》 篠原哲雄 – 《花戰》 原田真人 –《關原之戰》 廣木隆一 –《解憂雜貨店》 |
| 2018 | 是枝裕和 – 《小偷家族》                             | 上田慎一郎 – 《一屍到底》 白石和彌 – 《孤狼之血》 本木克英 –《飛上天空的輪胎》 瀧田洋二郎 –《北之櫻守》 |
| 2019 | 武內英樹 – 《飛翔吧！埼玉》                         | 平山秀幸 – 《Closed Ward》 周防正行 – 《王牌辯士》 佐藤信介 –《王者天下》 藤井道人 –《新聞記者》 |
| 2020 | 若松節朗 – 《福島50死士》                           | 内田英治 – 《午夜天鵝》 河瀨直美 – 《晨曦將至》 土井裕泰 –《罪之聲》 中野量太 –《淺田家!》 |
| 2021 | 濱口龍介 – 《》                                     | 白石和彌 – 《孤狼之血 LEVEL2》 瀨瀨敬久 – 《那些得不到保護的人》 西川美和 –《太陽出來之後》 成島出 –《生命停車場》                                                                                               |
| 2022 | 石川慶 《那個男人》                                 | 小泉堯史 – 《峠 最後武士》 樋口真嗣 – 《新·超人力霸王》 廣木隆一 – 《月圓月缺》 吉野耕平 – 《霸權動畫！》 |
| 2023 | 雲·溫達斯 《我的完美日常》                          | 是枝裕和 – 《怪物》 成田洋一 – 《在那開滿花的山丘，我想見到你。》 森達也 – 《福田村事件》 山崎貴 – 《哥吉拉-1.0》                                                                                                |
| 2024 | 藤井道人 《真实身份》                               | 佐藤信介 – 《王者天下4》 塚原亞由子 – 《LAST MILE：全面引爆》 三宅唱 – 《黎明的一切》 安田淳一 – 《穿越武士》 |

## 導演獲獎提名數統計(獲得三次提名以上)
| 導演       | 提名數(含獲獎) | 獲獎數 |
| ---------- | -------------- | ------ |
| 山田洋次   | 16             | 03     |
| 市川崑     | 07             | 00     |
| 篠田正浩   | 06             | 01     |
| 新藤兼人   | 03             | 01     |
| 今村昌平   | 06             | 03     |
| 深作欣二   | 09             | 03     |
| 小栗康平   | 03             | 01     |
| 熊井啓     | 03             | 00     |
| 降旗康男   | 06             | 01     |
| 五社英雄   | 04             | 01     |
| 森田芳光   | 04             | 01     |
| 佐藤純彌   | 03             | 01     |
| 伊丹十三   | 05             | 02     |
| 竹中直人   | 03             | 00     |
| 周防正行   | 03             | 02     |
| 瀧田洋二郎 | 03             | 01     |
| 三谷幸喜   | 06             | 00     |
| 阪本順治   | 04             | 01     |
| 行定勳     | 03             | 01     |
| 中島哲也   | 03             | 01     |
| 犬童一心   | 03             | 00     |

## 外部連結
- （日語）歷年監督賞 （页面存档备份，存于）